# Ooencyrtus papilionis
Ooencyrtus papilionis is een vliesvleugelig insect uit de familie Encyrtidae. De wetenschappelijke naam is voor het eerst geldig gepubliceerd in 1905 door Ashmead.